# 洛杉磯郡律師公會
洛杉磯郡律師公會（The Los Angeles County Bar Association (LACBA)）是一自願律性的律師公會。位於美國加利福尼亞州洛杉磯郡，在加州與世界各地擁有超過21,000名會員。公會成立於1878年，其目標是滿足律師的專業需求、推進司法行政，並為公眾提供有關司法方面的認識。除了為律師服務外，公會還協助那些需要法律扶助、或無法負擔律師費用的人。於2010年，公會執行三個計劃項目 - 家庭暴力、艾滋病法律服務，與移民法律扶助 - 有數百名志願律師加入幫助超過了20,000人，並提供超過360萬美元的公益服務。公會還向公眾提供其他服務。

## 外部連接
- LACBA Home page （页面存档备份，存于）